# Трубачов Юрій Вікторович
Юрій Вікторович Трубачов (рос. Юрий Викторович Трубачёв; 9 березня 1983, м. Череповець, СРСР) — російський хокеїст, центральний нападник. Виступає за «Салават Юлаєв» (Уфа) у Континентальній хокейній лізі.
Вихованець хокейної школи «Сєвєрсталь» (Череповець). Виступав за СКА (Санкт-Петербург), «Сєвєрсталь» (Череповець).
У складі національної збірної Росії учасник EHT 2003 і 2011. У складі молодіжної збірної Росії учасник чемпіонатів світу 2002 і 2003. У складі юніорської збірної Росії учасник чемпіонатів світу 2000 і 2001.
Досягнення
- Переможець молодіжного чемпіонату світу (2002, 2003)
- Переможець юніорського чемпіонату світу (2001), срібний призер (2000).